# نيريدازول
النيريدازول Niridazole هو مبيد للبلهارسيات. يستخدم لعلاج البلهارسيا، وهذا المرض ناجم عن بعض الديدان المفلطحة (الديدان المثقوبة) من جنس البلهارسيا (البلهارسيا سابقا). معروف بالاسم التجاري Ambilhar. وعادة ما يعطى على شكل أقراص.
النيريدازول سام للجهاز العصبي المركزي ويمكن أن يتسبب بآثار جانبية خطيرة، مثل الهلوسة. قد يسبب أيضا الحساسية في الأشخاص المتحسسين عليه.. ومع ذلك، فإنه هو واحد من الأدوية الأكثر فعالية كمبيد للبلهارسيات.
في الآونة الأخيرة يتم استقصاء دوره في علاج التهاب اللثة.

## الخواص
عبارة عن بلورات صفراء، غير قابلة للذوبان في معظم المذيبات العضوية. قابل للذوبان في ثنائي ميثيل الفورماميد

## الإستعمالات الطبية
يستخدم لعلاج البلهارسيا. تم علاج مئات المرضى الذين يعانون من مرض البلهارسيا المعوية النشط بالنيريدازول (25 ملغ / كغ / ص يوميا لمدة 7 أيام). وكانت الآثار الجانبية الأكثر خطورة تلك التي ترتبط بالمنطقة العصبية النفسية (تشنج، هلوسة، وما إلى ذلك). النشاط العلاجي، بناء على نتائج اختبارات، البراز المتكرر كان حوالي 90٪ في الكبار و 60٪ في الأطفال. بسبب الآثار الجانبية، وكذلك الجدول الزمني على المدى الطويل من العلاج، لا ينصح بالنيريدازول للاستخدام في الظروف الميدانية

## آلية العمل
يتركز النيريدازول بسرعة في الطفيليات ويمنع تكون البيضة تكون البويضة والحيوانات المنوية. أيضا يثبط انزيم فوسفوفروكتوكيناز، مما يؤدي إلى استنزاف الجليكوجين والتحول الكبدي.